# MiFID-direktivet
MiFID-direktivet (fulde navn Europa-Parlamentets og Rådets direktiv 2004/39/EF af 21. april 2004 om markeder for finansielle instrumenter) er et EU-direktiv, hvis formål er at styrke beskyttelsen af investorer og at øge konkurrence i handlen med finansielle instrumenter på værdipapirmarkederne. Forkortelsen MiFID kommer fra det engelske navn på direktivet, Markets in Financial Instruments Directive.
Direktivet er i Danmark implementeret gennem ændringer i bl.a. lov om værdipapirhandel m.v..
Forslag til en omfattende ændring af direktivet, kendt som MiFID II, blev offentliggjort af EU-Kommissionen i oktober 2011. Direktivet er en del af Den Europæiske Unions reaktioner på drøftelser og beslutninger på G20-møder om Finanskrisen 2007-2010. I sin betænkning om forslaget argumenterede Europa-Parlamentets økonomi- og valutaudvalg (ECON) bl a for en skærpet reguleringen af højfrekvenshandel . Ved Europa-Parlamentets 1. behandling den 25.- 26. oktober 2012 blev Kommissionens forslag godkendt som ændret, og sagen henvist til fornyet behandling i udvalget.  Parlamentets 'Procedure file' giver en oversigt over forløbet, dokumenter og resumeer. Konsulentfirmaer betegner MiFID II som 'en af nøglereformerne i EU’s håndtering af den finansielle sektor.'
MiFID II angår en stor del af aktørerne på det finansielle marked. Handel med værdipapirer, også kaldt 'finansielle instrumenter', skal herefter ske efter klassificerede forretningsmodeller og på registrerede markedspladser (børser). Denne regulering omfatter også handler, hvor to kunders ordrer matches digitalt, samt handel med derivater. Muligheden for at gennemføre digitale transaktioner (algoritmestyret handel) har givet anledning til markedsforstyrrelser, og direktivet søger at begrænse disse skadevirkninger og tydeliggøre markedsdeltagernes ansvar. Også tilsynet med råvarederivatmarkederne skal styrkes. Baggrunden er, at råvarederivater (futures) oprindeligt blev udviklet for at give landmænd en vedtaget pris for deres produkter, før de blev høstet. Investorer udnyttede imidlertid dette finansielle instrument i spekulationsøjemed, med det resultat at fødevarepriserne eksploderede i 2007-08 og efterlod millioner af mennesker i ulandene nødlidende.
Den foreslåede strukturering af det finansielle marked suppleres dels af krav om ensartet organisering - på EU og nationalt niveau - af tilsynet med finansmarkedet, dels af skærpede krav om rapportering af transaktioner (handel) med værdipapirer. Virksomheder, der udbyder investeringsservices, skal opfylde krav om redelig handelspraksis, og redegøre for risikostyring, incitamentsordninger og adskillelse af aktiver. Endelig stilles der krav til de finansielle udbydere om at dokumentere nytteværdien af nye produkter i forhold til de kunder, produkterne er rettet imod.
MiFID indholder bl.a. regler om regulering af markedspladser for finansielle instrumenter. Disse markeder opdeles i regulerede markeder og såkaldte "MTF" (Multilateral Trading Facilities) (på dansk "AMP" (Autoriseret Markedsplads)), hvor reguleringen af sidstnævnte er mindre detaljeret. 
I Danmark er NASDAQ OMX et reguleret marked, hvorimod First North er en AMP.

## Eksterne links
- European Commission > Single market policies > Financial Services and Capital Markets
- Commission adopts proposals for a Directive on markets in financial instruments, 20.10.2011
- Review of the Markets in Financial Instruments Directive (MiFID): Frequently Asked Questions. - Reference: MEMO/11/716 Event Date: 20/10/2011
- Europa-Parlamentets Udvalg for Økonomi og Valuta (ECON): Forslag til dagsorden, Igangværende arbejde, Betænkninger mv
- Foresight, UK Government Office for Science: Economic impact assessments on MiFID II policy measures related to computer trading in financial markets. Working paper, August 2012
- PricewaterhouseCoopers International Ltd: Har du styr på MiFID II?, 2011? Arkiveret 29. november 2014 hos  Wayback Machine
- LETT: MiFID II - forslag om revision af MiFID-direktivet på trapperne, Oktober 2011 Arkiveret 4. december 2012 hos  Wayback Machine
- Moalem Weitemeyer Bendtsen: MiFID II - et kig i krystalkuglen, 31. oktober 2012
- Deloitte: Nyt MiFID II direktiv på vej. 20. oktober 2011 (Webside ikke længere tilgængelig)
- MiFID-direktivet på EU's hjemmeside (2004)
- EU-Oplysningen: Direktiv 2004/39/EF: Markeder for finansielle instrumenter  Arkiveret 12. februar 2022 hos  Wayback Machine